# 15031 Лемус
15031 Лемус (15031 Lemus) — астероїд головного поясу, відкритий 10 листопада 1998 року.
Тіссеранів параметр щодо Юпітера — 3,535.